# 아에로스파시알
아에로스파시알(Aérospatiale)은 프랑스의 민간·군용 항공기, 우주 로켓 등의 제작을 전문으로 했던 회사이다. 1970년에 쉬드 아비아시옹(Sud Aviation)과 노르 아비아시옹(Nord Aviation)의 합병에 의해 설립되었다. 브리티시 에어로스페이스(BAE)와 공동으로 개발한 콩코드, 아리안 로켓의 개발 등으로 아에로스파시알의 이름은 세계적으로 알려지게 되었다. 2000년 7월 10일에 독일과 스페인의 기업과 합병해 공동 회사 EADS가 되었다.

## 제품
- 아리안 로켓

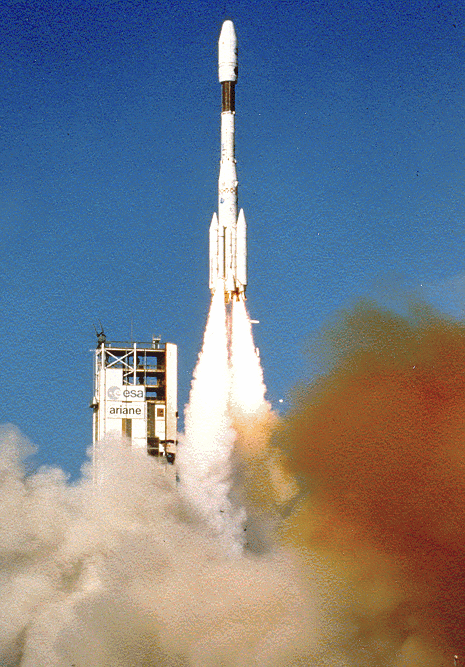
아리안 4호

- ATR 42 (이탈리아 기업과 공동 개발)
- 콩코드 (BAE와 공동 개발)
- 엑조세
- SA 341/SA 342 가젤
- 헤르메스 우주왕복선 (취소됨)
- 알루엣 III 헬리콥터
- 푸마 헬리콥터
- 스페이스버스